# Agustín Canalda
Agustín Canalda (Buenos Aires, 18 aprile 1977) è un rugbista a 15 argentino, tallonatore del Club Newman.

## Biografia
Tallonatore, ha sempre militato nel Newman Club di Benavídez (provincia di Buenos Aires).
Si mise in luce nella selezione giovanile argentina Under-19, di cui divenne capitano e con cui partecipò al mondiale di categoria nel 1996.
Esordì in Nazionale argentina il 21 agosto 1999 a Edimburgo contro la Scozia, in occasione della prima vittoria assoluta dei Pumas in casa di una delle Nazionali delle Isole Britanniche; due mesi più tardi fece parte, scendendo in campo in un incontro, della rosa alla Coppa del Mondo di rugby 1999 in Galles.
Furono 6 in totale, fino al 2001, gli incontri internazionali cui Canalda prese parte, due soli dei quali come titolare.